# Dzięcielski (herb szlachecki)

Herb Dzięcielski I

Herb Dzięcioł, Dzięcielski II

Dzięcielski (Dzięcioł, Diezelski, Diezelsky, Diezielski, Dzezielski, Dziecielski, Dziecielski, Zelske, Ziezelski) – polski herb szlachecki, używany przez rodzinę wywodzącą się z Kaszub.

## Opis herbu
Znane są przynajmniej cztery warianty tego herbu.
Dzięcielski I (Dzięcioł odmienny): W polu błękitnym dzięcioł złoty siedzący na uciętej gałęzi naturalnej w skos. W klejnocie nad hełmem w koronie dzięcioł złoty wzlatujący. Labry: błękitne, podbite złotem.
Dzięcielski Ia: W polu srebrnym ptak (dzięcioł) czarny z rozpostartymi skrzydłami na takiejż uciętej gałęzi w skos. W klejnocie nad hełmem w koronie dzięcioł jak w herbie trzymający w dziobie pierścień złoty. Labry czarne, podbite srebrem.
Dzięcielski II (Dzięcioł): W polu czerwonym dzięcioł siedzący na pniu, wszystko naturalne. W klejnocie nad hełmem w koronie trzy pióra strusie. Labry czerwone, podbite srebrem.
Dzięcielski III: W polu srebrnym sokół (także sęp) naturalny, siedzący na uciętej gałęzi czerwonej (także naturalnej) w skos. W klejnocie nad hełmem w koronie sokół z rozpostartymi skrzydłami naturalny. Labry czerwone, podbite srebrem.

## Najwcześniejsze wzmianki
W heraldyce polskiej herb jest znany jako Dzięcioł i jego wizerunek odtworzony został przez Ostrowskiego na podstawie zdawkowego opisu Kaspra Niesieckiego (dzięcioł na pniu stojący). Przemysław Pragert dowodzi, że zarówno barwy, jak i szczegóły tego herbu zostały przyjęte w sposób dowolny, zaś właściwy herb rodziny Dzięcielskich, przytaczany przez herbarze zachodnie, wyglądał nieco inaczej. Właściwą jego formą był herb nazwany Dzięcielski I, wymieniany przez herbarze Siebmachera („stara” i „nowa wersja”), Bagmihla i Ledebura. Wariant Ia używany był w gałęzi rodziny w ziemi lęborskiej i wymienia go Nowy Siebmacher. Wariant III należał do gałęzi rodziny osiadłej na Śląsku, i wymienia go Nowy Siebmacher, oraz Dorst.

## Herbowni
Dzięcielski (Czieczielski, Diczelski, Dietzelski, Diezelski, Diezelsky, Dischelsky, Dizelski, Dzengelski, Dzenselski, Dzentzeltzki, Dzezelski, Dzezielsi, Dzicelsky, Dziecelski, Dziecielski, Dziencielski, Dziendzielski, Dzietzeltze, Dziezelski, Dziezielski, Dzincelski, Dzincielski, Dziezelsky, Zeczelsky, Zelske, Zetzelske, Ziczelske, Ziegelske, Ziezelscke, Ziezelski, Ziezelsky, Zintzelitz, Zitzalsske, Zitzelske, Zitzelski, Zizelske, Zizelski, Züzelsky).
Według Niesieckiego, pierwotnym nazwiskiem protoplasty Dzięcielskich miało być Persa. Informacja ta doprowadziła do błędnego przekazu Seweryna Uruskiego, jakoby Dzięcielscy mieli otrzymać odnowienie szlachectwa w roku 1662 w osobie perskiego żołnierza w służbie Rzeczypospolitej, o nazwisku Babunabek.